# Anne Teyssèdre
Pour les articles homonymes, voir Teyssèdre.
Anne Teyssèdre est une actrice française née le 12 octobre 1960 dans le 16e arrondissement de Paris.

## Biographie
Elle débute au théâtre en fréquentant le cours Simon, puis au cinéma dans le rôle principal de Véronique où l'été de mes treize ans (1975). Elle entre au Conservatoire national supérieur d'art dramatique dans la classe de Michel Bouquet, et poursuit une carrière intéressante et atypique entre théâtre, télévision, cinéma commercial et cinéma d'auteur. Elle fut notamment l'héroïne de Conte de printemps d'Éric Rohmer (1990) et l'un des personnages principaux de nombreux téléfilms et séries télévisées.
Anne Teyssèdre finit par abandonner sa carrière d'actrice pour des raisons de santé, et se tourne vers l'écriture. Elle publie deux essais sur l'œuvre d'Éric Rohmer ainsi que des nouvelles dans des ouvrages collectifs, revues de cinéma, revues littéraires, et ne lâche plus sa plume...
Dans son article sur Conte de printemps paru dans Libération, Louis Skorecki écrit, après avoir recueilli les propos du cinéaste :
« [...] Éric Rohmer joue sans efforts, avec une virtuosité presque spontanée, des expressions joliment changeantes d'Anne Teyssèdre, sur laquelle repose chacune des mues successives du film. […] Quand on évoque devant lui les extraordinaires changements « photogéniques » de son actrice, Rohmer […] pour un peu se vexerait. […] Si l'on aborde le « troisième visage » d'Anne Teyssèdre, son incroyable transformation érotique - elle devient très belle vers le milieu du film, à la manière d'une star hollywoodienne - […] Rohmer préfère revenir sagement à la genèse du film : « Sans Anne Teyssèdre, Conte de printemps ne serait pas ce qu'il est. Des interprètes de tous mes films, c'est peut-être la moins interchangeable. » […] pour Rohmer, la réussite et la singularité du film revient en grande part à cette actrice. […] Contrairement à d'autres acteurs principaux « qui peuvent passer inaperçus », on ne voit qu'elle. Serait-elle irremplaçable ? »[source insuffisante]
Extrait d'article paru dans France Soir en septembre 1995 lors de la diffusion du téléfilm L'Amour tagué réalisé par Bruno Carrière :
[…] Les nostalgiques de la deuxième série Les Chevaliers du Ciel retrouveront avec plaisir Anne Teyssèdre, cette fois dans le rôle de la mère porteuse. Depuis son rôle de jeune adolescente dans Véronique où l'été de mes 13 ans jusqu'à son dernier film Conte de printemps d'Éric Rohmer, Anne Teyssèdre, à 34 ans, s'impose désormais comme une actrice incontournable.   R.L.[source insuffisante]
En 2013, elle a été filmée par Gérard Courant pour sa série cinématographique Cinématon. Elle est le numéro 2794 de cette anthologie.

## Filmographie

### Cinéma
- 1975 : Véronique ou l'été de mes 13 ans de Claudine Guilmain, prėsenté aux Festivals de Cannes, Paris, Moscou.
- 1979 : Les Démariés, court métrage de Jean-Daniel Pillault
- 1980 : La Passante réalisé par Emmanuel Ciepka
- 1981 : Cargo de Serge Dubor
- 1982 : Qu'est-ce qu'on attend pour être heureux ? de Coline Serreau
- 1984 : Comment draguer tous les mecs de Jean-Paul Feuillebois
- 1984 : Par où t'es rentré ? On t'a pas vu sortir de Philippe Clair
- 1987 : Funambules de Gil Le Kvern. Sélection officielle Festival de Belfort 1988
- 1989 : I Want to Go Home d'Alain Resnais
- 1990 : Conte de printemps d'Éric Rohmer - Jeanne (sortie cinéma le 4 avril 1990). Sélection officielle festival de New York 1991 et sélection officielle festival de Berlin 1991.
- 2013 : Cinématon #2794 de Gérard Courant
- 2013 : Couple #141 de Gérard Courant
- 2013 : Poussières d'été Poussières d'automne, Carnets filmés de Gérard Courant
- 2014 : Trio #21 de Gérard Courant
- 2014 : Les Amis de Anne Teyssèdre, Portrait de groupe #253 de Gérard Courant
- 2014 : Cinécabot #7 de Gérard Courant
- 2015 : Lire #107 de Gérard Courant
- 2015 : Non Omnis Moriar, Carnets filmés de Gérard Courant
- 2018 : Lire #127 de Gérard Courant
- 2018 : Les Amis d'Anne Teyssèdre II, Portrait de groupe #263 de Gérard Courant
- 2018 : Trio #23 de Gérard Courant
- 2018 : Cinécabot #8 de Gérard Courant
- 2020 : Lire #146 de Gérard Courant
- 2020 : La Fête à Garance, Portrait de groupe #269 de Gérard Courant
- 2020 : Les Cinématons et autres portraits filmés chez Anne Teyssèdre, Carnets filmés de Gérard Courant
- 2022 : Anne Teyssèdre reçoit ses amis, Portrait de groupe #272 de Gérard Courant
- 2022 : Lire #169 de Gérard Courant
- 2022 : Garance fait son show, Carnets filmés de Gérard Courant

### Télévision
- 1981 : Messieurs les jurés « L'affaire Bernay » de Jacques Krier (Série)
- 1981 : Les Cinq Dernières Minutes d'Éric Le Hung, épisode Le Retour des coulons (Série)
- 1982 : Les Maupas de Daniel Moosmann (Série)
- 1983 : L'Esprit de famille de Roland-Bernard
- 1985 : Le Véto de Daniel Moosmann (Série)
- 1986 : La Sonate pathétique de Jean-Paul Carrère (Série)
- 1987 : Image interdite de Jean-Daniel Simon : grand prix Futura au Festival de Berlin
- 1988 : La Dictée de Jean-Pierre Marchand
- 1988 : Les Nouveaux Chevaliers du ciel de Patrick Jamain (Série)
- 1990 : Les Nouveaux Chevaliers du ciel de jean-Pierre Desagnat (Nouvelle série)
- 1995 : L'Amour tagué de Bruno Carrière

## Théâtre
- 1979 : C'est à c't'heure-ci que tu rentres ? de Michel Fermaud, mise en scène Jean-Luc Moreau, théâtre des Nouveautés
- 1984 : Monsieur Vitrac d'après Roger Vitrac, mise en scène Jean-Christian Grinevald, Maison des Arts de Créteil
- 1985 : Le Plaisir des autres d'Agnès Mallet d'après Cesare Pavese mise en scène Gilles Gleizes, Théâtre 14

## Publications
- « Rohmer, le conteur », Les Cahiers du cinéma, no 430, avril 1990, p. 32-33
- La Justice chez Rohmer ou le hasard fait bien les choses, essai, Studio 43 (ouvrage collectif), 1992
- « », CinémAction, Atouts et faiblesses du cinéma français dirigé par René Prédal, no 66, 1er trimestre 1993[source insuffisante]
- L'Arche de Noël, poésie, Encres vagabondes, 1999
- La Crise de cerveau, nouvelle, Regards obliques, Le bruit des autres (ouvrage collectif), 2000
- Une merveille est née, nouvelle, Hauteurs, 2000
- L'Orgue de barbarie, nouvelle, Le jardin d'essai, 2003
- Paroles, nouvelle, Le jardin d'essai, 2003
- La Conversation, nouvelle, Livr'arbitres, no 12, 2013.
- La Cheminée, récit, Chiendents, no 43, 2013.
- Le passe-temps des géants, nouvelle, Livr'arbitres, automne 2015
- Pour un regard, nouvelle, Livr'arbitres, automne 2014.
- Chers absents, récit, éditions Persée, 2éme trimestre 2017.
- On a ce qu'on mérite, essai, Le paradis français d'Eric Rohmer, ouvrage collectif réalisé par Hugues Moreau, éditions Pierre-guillaume de Roux, Juin 2017.
- Je, éditions Thierry Sajat, 2019.
- L'Élu de Dieu, roman, éditions Thierry Sajat, 2022.